# Barrio de San Pablo
El barrio de San Pablo o popularmente El Gancho es un barrio de Zaragoza. Administrativamente forma parte del distrito del Casco Antiguo, junto a la antigua ciudad romana de la que fue una extensión medieval tras la reconquista cristiana.

## Historia

### Origen
Los registros más antiguos del barrio se remontan a la conquista de Zaragoza por Alfonso I el batallador. En 1118 aparece la primera parroquia, conocida originalmente como parroquia de San Blas y luego renombrada a San Pablo. Ambos nombres coexistieron un tiempo hasta que se terminó de imponer el nombre de San Pablo desde 1270. El símbolo del barrio es una hoz o, popularmente, gancho. Este se origina en una ermita de la parroquia en el periodo de 1118-1119. Era tradición realizar una romería extramuros a la ermita, siendo difícil la ruta por la vegetación, por lo que se recurrió a la herramienta para desbrozar el camino.
El nuevo barrio tuvo un carácter comercial dada su situación en la salida de Zaragoza por la Puerta de Toledo. Este carácter se acentuó cuando el rey Pedro II trasladó el mercado desde Puerta Cinegia a San Pablo.

### San Pablo en la Edad Media
El barrio fue una de las parroquias medievales en las que se organizaba la ciudad durante la Edad Media. Siendo uno de los barrios más poblados, se incluía entre las que tenían la categoría de parroquia mayor. La actual Iglesia de San Pablo fue construida en 1259 en mudéjar aragonés. Se le conoce popularmente como la tercera seo tras la catedral del Salvador y la Basílica del Pilar.
En el siglo XIV, el rey Juan II de Aragón concedió a la parroquia el privilegio de que el gancho encabezara todas las procesiones de la ciudad (lo que se sigue manteniendo a día de hoy en la procesión del Corpus Christi). Fue el comienzo de una larga tradición, que se recuerda en el Romance a la procesión del Corpus de 1679, escrito por Ana Abarca de Bolea:

Iba lo gancho primero
con muy grande ligereza
cortando todos los ramos
que han posato en las tabernas

El escudo actual de la parroquia incluye el gancho cruzado con la espada de San Pablo, encima de un libro con la inscripción EPISTOLAE SANCTI PAULI, en honor a las epístolas del santo.
En el fogaje de 1495, el barrio era el más poblado de Zaragoza con 1140 fuegos. Esto lleva a que sea uno de los pocos donde el fogaje registra subdivisión, incluyendo como parte del barrio las siguientes zonas:
- Calle de los Predicadores
- Calle de la Filaça (actualmente calle de Casta Álvarez)
- Mercado, Tripería, Albardería y Cedacería
- Calle de las Armas
- Calle de San Blas
- Calle de Miguel Ingles
- Calle de la Castellana
- Calle del Forno de Tarba (actualmente parte de la Calle de Conde Aranda)